# Rugby-Junioren-Weltmeisterschaft
Die Rugby-Junioren-Weltmeisterschaft findet seit 2008 als Turnier mit 16 U20-Nationalmannschaften statt. Ausrichter ist der International Rugby Board (IRB). Von 2002 bis 2007 wurden zwei Altersklassen unterschieden: U19 und U21. Die U19-Weltmeisterschaft hat eine längere Tradition und wurde seit 1995 in einer A- und B-Division ausgetragen, mit Auf- und Abstieg zwischen diesen Gruppen.

## Geschichte

### U19 (1969 bis 2007)
Der ursprüngliche Wettbewerb (für Junioren U19) wurde 1969 als Junioren-Championat vom internationalen Rugby-Verband FIRA ins Leben gerufen (d. h. Fédération Internationale de Rugby Amateur). Eine weitere gebräuchliche Bezeichnung war FIRA-Cup. Entsprechend der Mitgliederstruktur nahmen zunächst ausschließlich Mannschaften aus Europa sowie Marokko und Tunesien teil. Auch die Austragungsorte beschränkten sich bis 1996 auf diesen geografischen Raum. Nach dem Beitritt bzw. der Assoziierung von Ländern aus Übersee zeigte sich besonders Argentinien als sehr erfolgreich.
Ab dem Jahr 1992 wurde der Wettbewerb gemeinsam von der FIRA und dem IRB ausgerichtet und in Rugby-Junioren-Weltmeisterschaft umbenannt.
Eine steigende Mitgliederzahl der beiden Weltverbände führte auch zu einem wachsenden Teilnehmerfeld bei der Junioren-WM, so dass 1995 je eine B- und C-Gruppe eingeführt wurden, mit Auf- und Abstieg zwischen den Divisionen. Die C-Gruppe wurde 1996 für ein Jahr aufgeteilt, 1998 eine D-Gruppe gebildet, diese 1999 ihrerseits unterteilt. Im Jahr 2000 wurden C- und D-Gruppe wieder abgeschafft und die bis 2007 gültige Gliederung in Division A und B hergestellt.
Nachdem die FIRA sich 1999 als europäischer Kontinentalverband des IRB konstituiert und in FIRA-AER umbenannt hatte, zog sie sich auch aus der Organisation weltweiter Wettbewerbe zurück: Die Junioren-Weltmeisterschaft U19 wurde 2004 bis 2007 vom IRB allein durchgeführt und ab 2008 durch die U20-WM abgelöst.

### U21 (1995 bis 2006)
Das erste U21-Turnier fand 1995 statt, organisiert von der SANZAR und der UAR, einem gemeinsamen Verband von Südafrika, Neuseeland und Australien sowie dem von Argentinien. Teilnehmer waren bis 1997 die vier Mannschaften der beteiligten Verbände. 1998 wurde England zum ersten Mal eingeladen, 1999 Frankreich, Schottland und Wales, so dass das Turnier in zwei Vorrundengruppen zu vier Teams stattfand. 2000 ersetzten Samoa und Tonga die Mannschaften aus Frankreich und Wales. 2001 kehrte Frankreich zurück und Irland nahm erstmals teil. 2002 schließlich übernahm der International Rugby Board die Organisation und stockte die Teilnehmerzahl zunächst auf 16 auf. 2007 fiel der Wettbewerb aus und wurde 2008 durch die Junioren-Weltmeisterschaft U20 ersetzt.

### U20 (seit 2008)
Im Juni 2008 wurde erstmals eine Weltmeisterschaft für Junioren unter 20 ausgetragen. Sie fand in Wales statt und ersetzt künftig die bisherigen U19- und U21-Turniere. 16 Mannschaften nahmen teil. Die Vorrunde wurde gespielt in vier Gruppen zu je vier Teams.
Als „2. Division“ gilt nun die IRB Junior World Trophy, die erstmals im April 2008 mit acht Mannschaften in Chile ausgetragen wurde.

## Junioren-Championat der FIRA
| Jahr | Gastgeber      | Platz 1     | Platz 2     | Platz 3     |
| ---- | -------------- | ----------- | ----------- | ----------- |
| 1969 | Spanien        | Frankreich  | Marokko     | Rumänien    |
| 1970 | Frankreich     | Frankreich  | Spanien     | Italien     |
| 1971 | Marokko        | Frankreich  | Italien     | Rumänien    |
| 1972 | Italien        | Rumänien    | Spanien     | Frankreich  |
| 1973 | Rumänien       | Rumänien    | Frankreich  | Spanien     |
| 1974 | BR Deutschland | Frankreich  | Rumänien    | Spanien     |
| 1975 | Spanien        | Frankreich  | Rumänien    | Spanien     |
| 1976 | Frankreich     | Frankreich  | Rumänien    | Spanien     |
| 1977 | Niederlande    | Frankreich  | Italien     | Portugal    |
| 1978 | Italien        | Frankreich  | Italien     | Sowjetunion |
| 1979 | Portugal       | Frankreich  | Sowjetunion | Italien     |
| 1980 | Tunesien       | Frankreich  | Italien     | Spanien     |
| 1981 | Spanien        | Frankreich  | Spanien     | Italien     |
| 1982 | Schweiz        | Frankreich  | Italien     | Spanien     |
| 1983 | Marokko        | Frankreich  | Italien     | Spanien     |
| 1984 | Polen          | Italien     | Frankreich  | Spanien     |
| 1985 | Belgien        | Frankreich  | Italien     | Rumänien    |
| 1986 | Rumänien       | Frankreich  | Italien     | Rumänien    |
| 1987 | BR Deutschland | Argentinien | Frankreich  | Sowjetunion |
| 1988 | Jugoslawien    | Frankreich  | Sowjetunion | Italien     |
| 1989 | Portugal       | Argentinien | Sowjetunion | Frankreich  |
| 1990 | Italien        | Argentinien | Frankreich  | Italien     |
| 1991 | Frankreich     | Argentinien | Frankreich  | Italien     |

### Medaillenspiegel 1969 bis 1991
| Rang | Land        | Gold | Silber | Bronze |
| ---- | ----------- | ---- | ------ | ------ |
| 1    | Frankreich  | 16   | 5      | 2      |
| 2    | Argentinien | 4    | 0      | 0      |
| 3    | Rumänien    | 2    | 3      | 4      |
| 4    | Italien     | 1    | 8      | 6      |
| 5    | Spanien     | 0    | 3      | 8      |
| 6    | Sowjetunion | 0    | 3      | 2      |
| 7    | Marokko     | 0    | 1      | 0      |
| 8    | Portugal    | 0    | 0      | 1      |

## Junioren-Weltmeisterschaft von FIRA und IRB
| Jahr | Gastgeber   | Platz 1     | Platz 2     | Platz 3     |
| ---- | ----------- | ----------- | ----------- | ----------- |
| 1992 | Spanien     | Frankreich  | Argentinien | Italien     |
| 1993 | Frankreich  | Argentinien | Frankreich  | Italien     |
| 1994 | Frankreich  | Südafrika   | Italien     | Frankreich  |
| 1995 | Rumänien    | Frankreich  | Argentinien | Südafrika   |
| 1996 | Italien     | Argentinien | Wales       | Rumänien    |
| 1997 | Argentinien | Argentinien | Frankreich  | Wales       |
| 1998 | Frankreich  | Irland      | Frankreich  | Argentinien |
| 1999 | Wales       | Neuseeland  | Wales       | Südafrika   |
| 2000 | Frankreich  | Frankreich  | Australien  | Neuseeland  |
| 2001 | Chile       | Neuseeland  | Frankreich  | Australien  |
| 2002 | Italien     | Neuseeland  | Frankreich  | Südafrika   |
| 2003 | Frankreich  | Südafrika   | Neuseeland  | Frankreich  |

### Medaillenspiegel 1992 bis 2003
| Rang | Land        | Gold | Silber | Bronze |
| ---- | ----------- | ---- | ------ | ------ |
| 1    | Frankreich  | 3    | 5      | 2      |
| 2    | Argentinien | 3    | 2      | 1      |
| 3    | Neuseeland  | 3    | 1      | 1      |
| 4    | Südafrika   | 2    | 0      | 3      |
| 5    | Irland      | 1    | 0      | 0      |
| 6    | Wales       | 0    | 2      | 1      |
| 7    | Italien     | 0    | 1      | 2      |
| 8    | Australien  | 0    | 1      | 1      |
| 9    | Rumänien    | 0    | 0      | 1      |

## Junioren-Weltmeisterschaft (U19) des IRB
| Jahr | Gastgeber          | Platz 1    | Platz 2    | Platz 3    |
| ---- | ------------------ | ---------- | ---------- | ---------- |
| 2004 | Südafrika          | Neuseeland | Frankreich | Südafrika  |
| 2005 | Südafrika          | Südafrika  | Neuseeland | Australien |
| 2006 | Ver. Arab. Emirate | Australien | Neuseeland | England    |
| 2007 | Irland             | Neuseeland | Südafrika  | Australien |

### Medaillenspiegel 2004 bis 2007
| Rang | Land       | Gold | Silber | Bronze |
| ---- | ---------- | ---- | ------ | ------ |
| 1    | Neuseeland | 2    | 2      | 0      |
| 2    | Südafrika  | 1    | 1      | 1      |
| 2    | Australien | 1    | 0      | 2      |
| 4    | Frankreich | 0    | 1      | 0      |
| 5    | England    | 0    | 0      | 1      |

## Inoffizielle Junioren-Weltmeisterschaft (U21)
(SANZAR-UAR-Turnier) 
| Jahr | Gastgeber   | Platz 1    | Platz 2     | Platz 3     |
| ---- | ----------- | ---------- | ----------- | ----------- |
| 1995 | Argentinien | Neuseeland | Südafrika   | Australien  |
| 1996 | Neuseeland  | Australien | Neuseeland  | Südafrika   |
| 1997 | Australien  | Australien | Neuseeland  | Argentinien |
| 1998 | Südafrika   | Australien | Argentinien | Südafrika   |
| 1999 | Argentinien | Südafrika  | Neuseeland  | Australien  |
| 2000 | Neuseeland  | Neuseeland | Südafrika   | Australien  |
| 2001 | Australien  | Neuseeland | Australien  | Frankreich  |

### Medaillenspiegel 1995 bis 2001
| Rang | Land        | Gold | Silber | Bronze |
| ---- | ----------- | ---- | ------ | ------ |
| 1    | Neuseeland  | 3    | 3      | 0      |
| 2    | Australien  | 3    | 1      | 3      |
| 3    | Südafrika   | 1    | 2      | 2      |
| 4    | Argentinien | 0    | 1      | 1      |
| 5    | Frankreich  | 0    | 0      | 1      |

## Junioren-Weltmeisterschaft (U21) des IRB
| Jahr | Gastgeber         | Platz 1           | Platz 2           | Platz 3           |
| ---- | ----------------- | ----------------- | ----------------- | ----------------- |
| 2002 | Südafrika         | Südafrika         | Australien        | Neuseeland        |
| 2003 | England           | Neuseeland        | Australien        | Argentinien       |
| 2004 | Schottland        | Neuseeland        | Irland            | Südafrika         |
| 2005 | Argentinien       | Südafrika         | Australien        | Neuseeland        |
| 2006 | Frankreich        | Frankreich        | Südafrika         | Neuseeland        |
| 2007 | nicht ausgetragen | nicht ausgetragen | nicht ausgetragen | nicht ausgetragen |

### Medaillenspiegel 2002 bis 2006
| Rang | Land        | Gold | Silber | Bronze |
| ---- | ----------- | ---- | ------ | ------ |
| 1    | Südafrika   | 2    | 1      | 1      |
| 2    | Neuseeland  | 2    | 0      | 3      |
| 3    | Frankreich  | 1    | 0      | 0      |
| 4    | Australien  | 0    | 2      | 0      |
| 5    | Irland      | 0    | 1      | 0      |
| 6    | Argentinien | 0    | 0      | 1      |

## Deutsche Erfolge
Die besten Platzierungen der deutschen Nachwuchsmannschaft waren 1983 in Casablanca und 1984 in Warschau jeweils Rang 4.